# Guía de Isora
Guía de Isora település Spanyolországban, Santa Cruz de Tenerife tartományban. Guía de Isora Adeje, La Orotava, Icod de los Vinos és Santiago del Teide községekkel határos. Lakosainak száma 22 642 fő (2024).

## Népesség
A település népessége az elmúlt években az alábbi módon változott:
| Lakosok száma | 15 418 | 17 816 | 19 261 | 20 536 | 20 387 | 20 061 | 20 537 | 21 368 | 21 711 | 22 642 |
|               | 2001   | 2004   | 2007   | 2009   | 2012   | 2014   | 2017   | 2019   | 2022   | 2024   |